# Albert Richter (Radsportler)

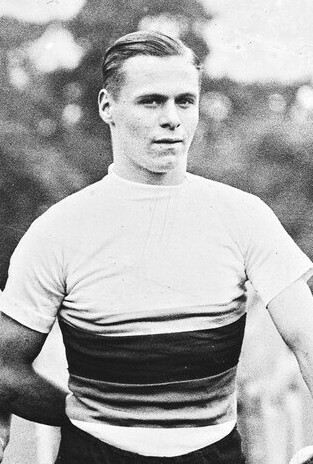
Albert Richter (1932)

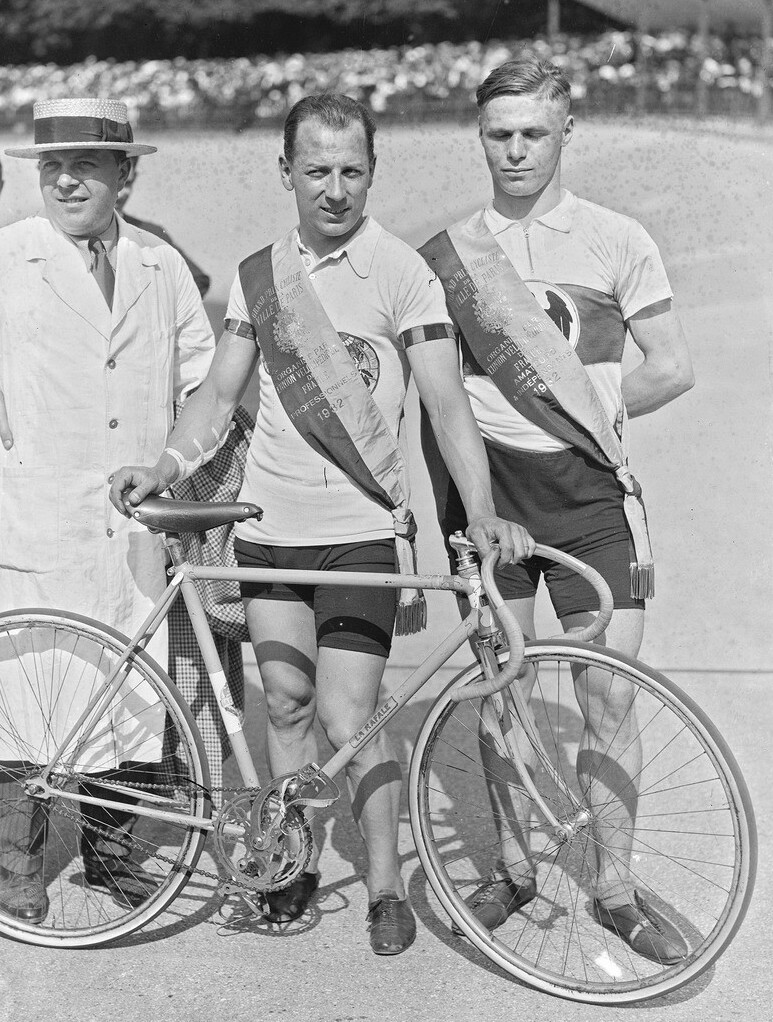
Richter (r.) mit Lucien Michard beim Grand Prix de Paris 1932

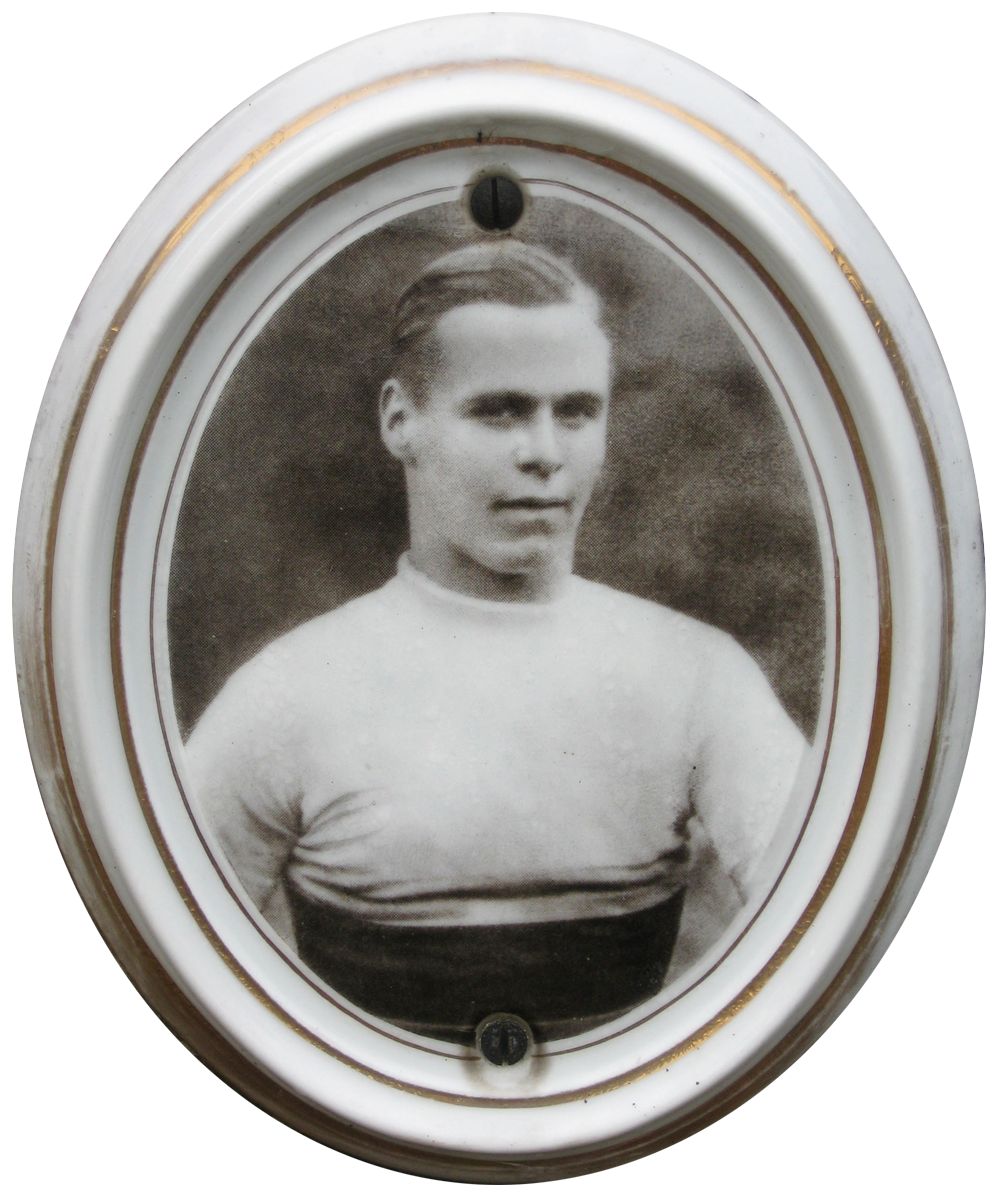
Porträt-Medaillon auf dem Grabstein zeigt Albert Richter im Weltmeistertrikot von 1932

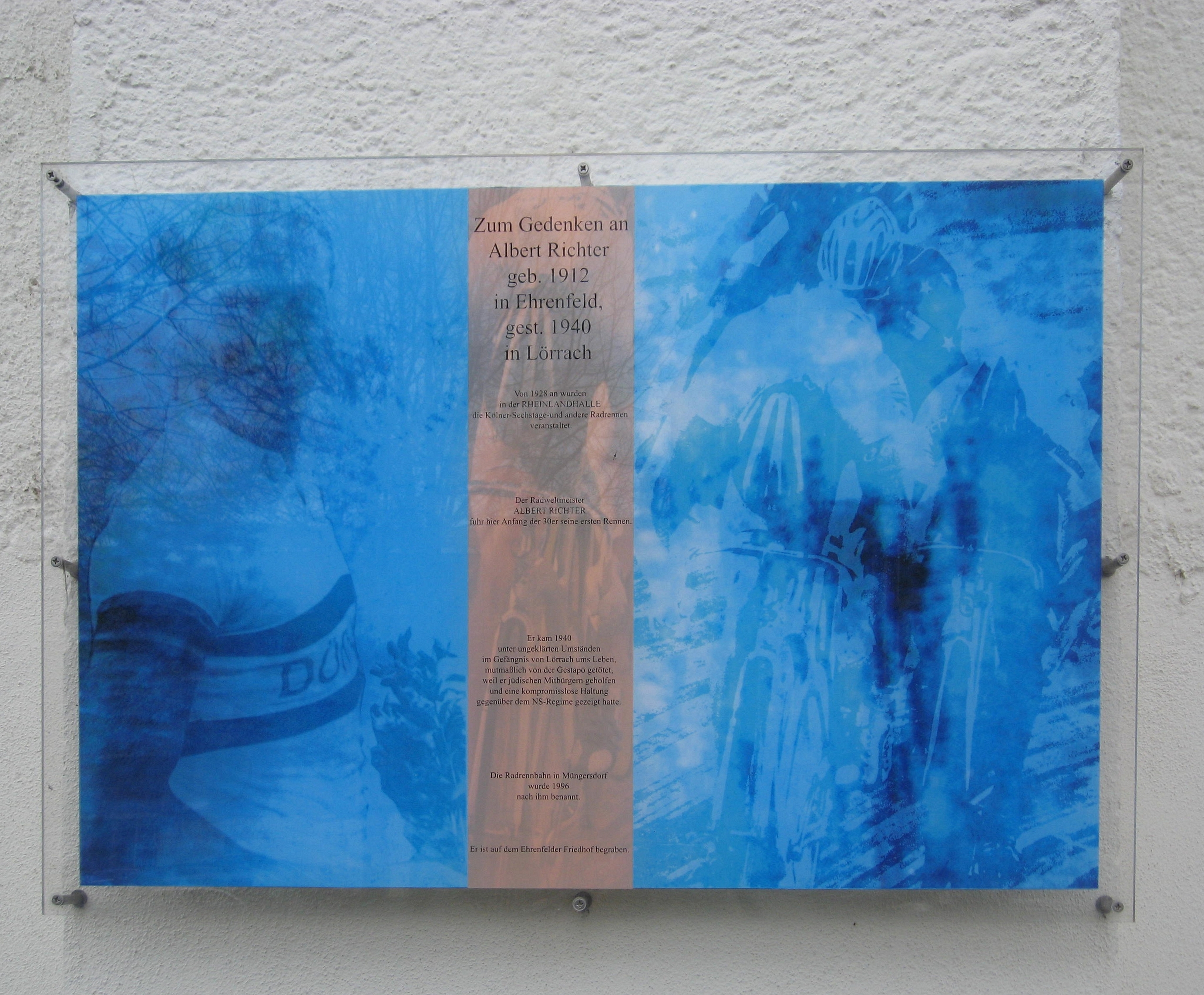
Gedenktafel für Albert Richter
an der Rheinlandhalle in Köln-Ehrenfeld
Entwurf: U. Schnackenberg

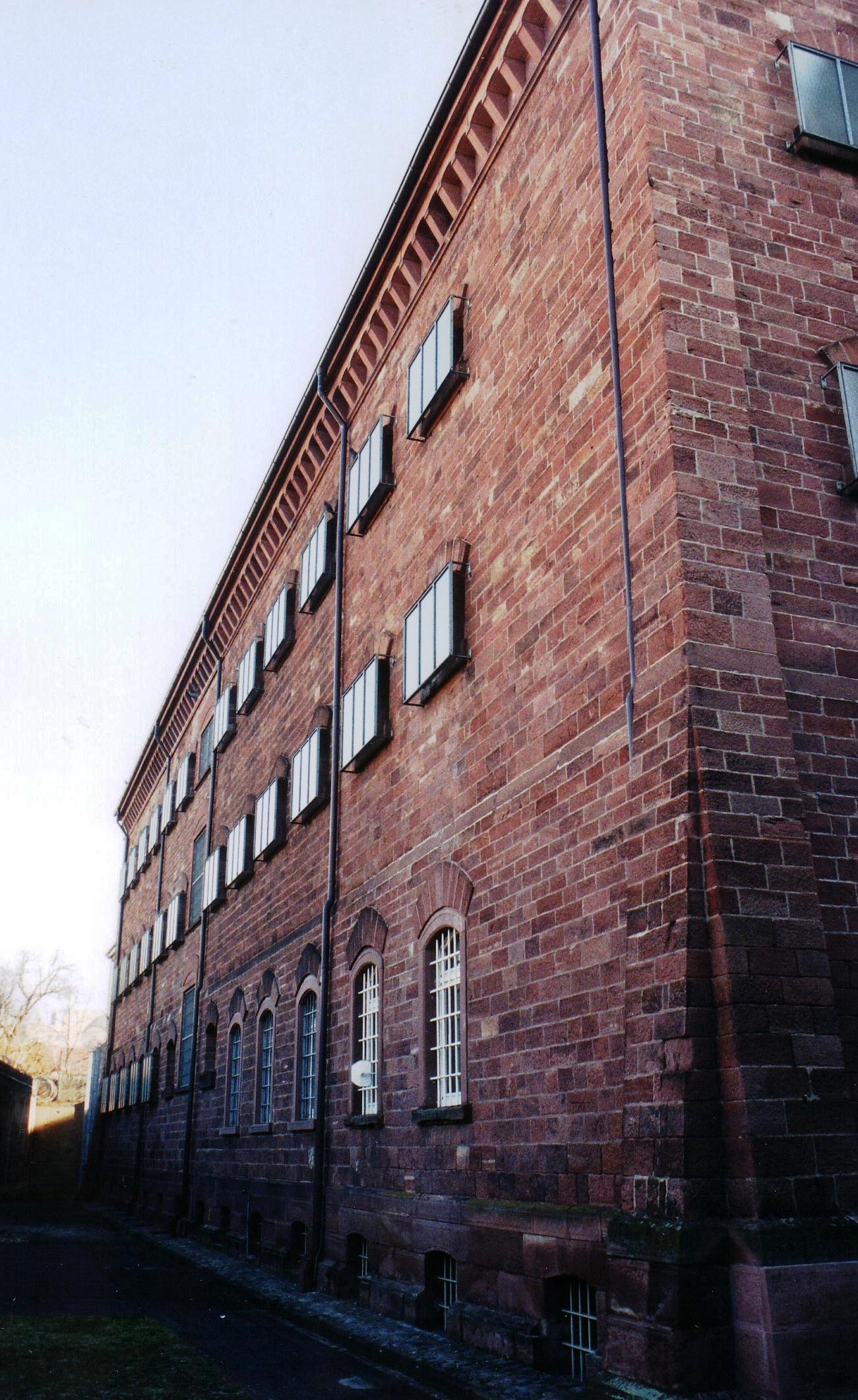
Das Gefängnis von Lörrach, in dem Richter unter nie geklärten Umständen ums Leben kam

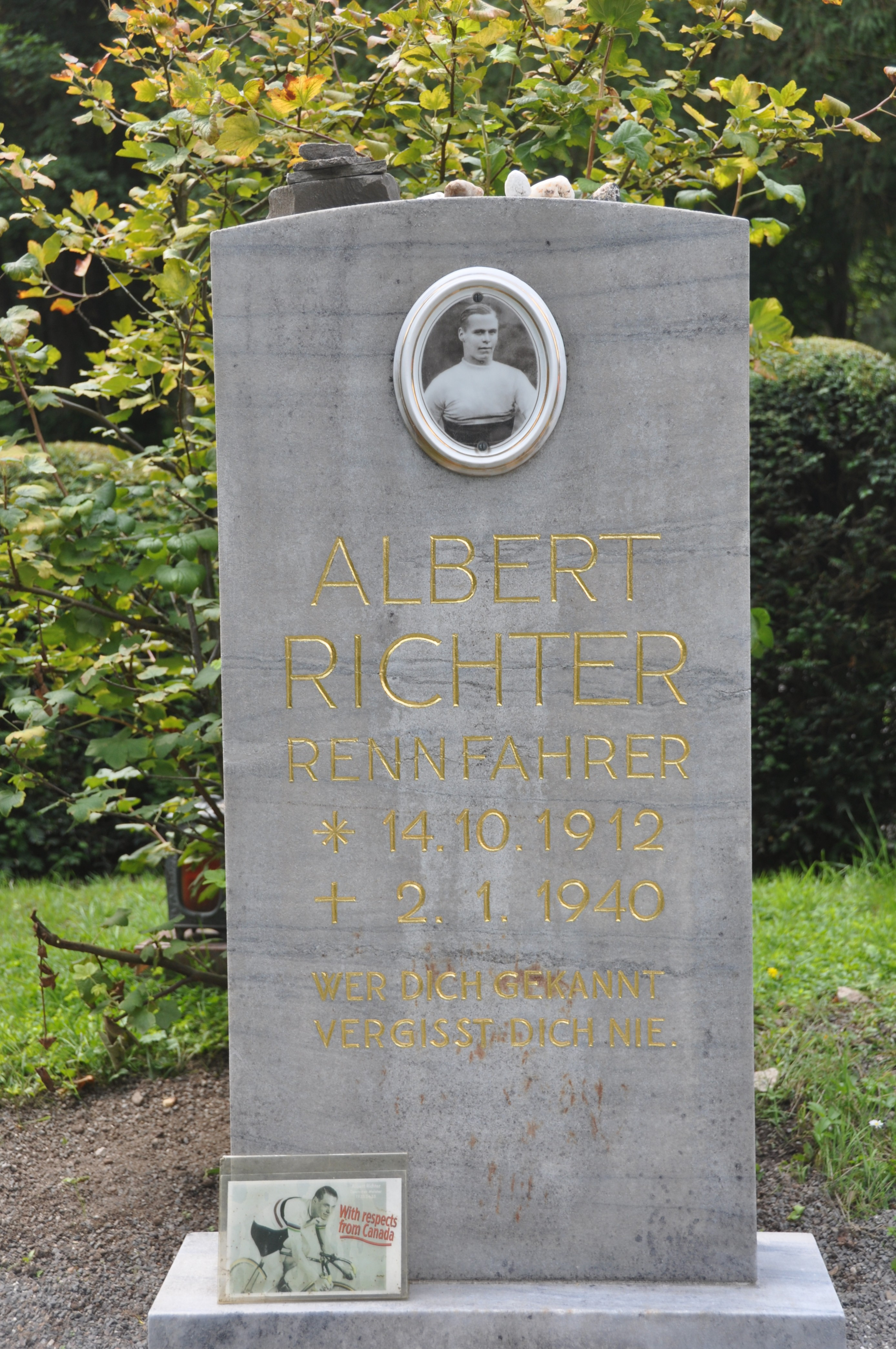
Grabstein von Albert Richter (2025)

Albert Richter (* 14. Oktober 1912 in Köln-Ehrenfeld; † 2. Januar 1940 in Lörrach) war ein deutscher Radrennfahrer, der 1932 Weltmeister im Sprint (Bahnradsport) bei den Amateuren wurde. Er wurde als Profi zwischen 1933 und 1939 siebenfacher Deutscher Meister und zweimal Vizeweltmeister.
Richter starb im Gefängnis in Lörrach, nachdem er am 31. Dezember 1939 an der Schweizer Grenze wegen Devisenschmuggels festgenommen worden war. Die zuletzt offiziell angegebene, jedoch wenig glaubhafte Todesursache war „Selbstmord durch Erhängen“. Die Frankfurter Allgemeine Zeitung nannte ihn einen „Sportler, der durch seine kompromißlose Art und seine Zivilcourage an einer verbrecherischen Zeit zugrunde ging.“ Er kann neben Werner Seelenbinder als einer von zwei deutschen Sportlern gelten, die in der NS-Zeit aus politischen Gründen getötet wurden.

## Biografie
Albert Richter wurde 1912 in Köln geboren. Er wuchs in der Sömmeringstraße 72 im Kölner Stadtteil Ehrenfeld auf. Der Vater wollte dem Sohn einerseits eine handfeste Berufsausbildung zukommen lassen, ließ ihm andererseits aber Geigenunterricht erteilen, wie auch seine beiden Brüder früh ein Instrument spielen lernten. Albert lernte den Beruf seines Vaters, Gipsmodelleur, in der Kölner Kunstfiguren-Fabrik in Ehrenfeld, in der Kunstobjekte hergestellt wurden. Der Besitzer Max Löhnberg war Jude, und 1938 wurde das Unternehmen arisiert. Löhnberg konnte fliehen, sein Schicksal ist unbekannt.
Köln war in den ersten Jahrzehnten des 20. Jahrhunderts eine der Hochburgen des deutschen Radsports. Vor allem der Bahnradsport war bei Sportlern und Publikum beliebt. Gegen den ausdrücklichen Willen seines Vaters trainierte Albert Richter heimlich und fuhr mit 16 Jahren seine ersten Rennen auf der Straße und der Bahn. Durch einen Schlüsselbeinbruch flog dies auf und hatte heftige Auseinandersetzungen mit dem Vater zur Folge. Der Sohn setzte sich durch und galt bereits mit 19 Jahren als der beste rheinische Amateur-Sprinter, sodass sich auch die Presse für ihn zu interessieren begann.
1932 gewann Richter den Klassiker Grand Prix de Paris bei den Amateuren; als Profi gelang ihm das später noch zweimal. Da der Bund Deutscher Radfahrer (BDR) die Teilnahme an den Olympischen Spielen in den USA nicht finanzieren konnte, bereiteten sich die Fahrer auf die Weltmeisterschaften vor, die im September in Rom stattfanden. Da der mittlerweile arbeitslose Richter wegen der Rennen allzu oft unterwegs war, hätte er sein Stempelgeld beinahe nicht bekommen; die Teilnahme an einigen Rennen musste er deshalb ausschlagen.
Ein weiterer schwerer Sturz bei den Deutschen Meisterschaften im Juli verhinderte nicht die Sensation: Am 3. September 1932 wurde Richter in Rom Weltmeister der Amateure im Sprint, als zweiter Kölner nach Mathias Engel, der 1927 – allerdings vor heimischem Publikum – diesen Titel errungen hatte.

„Hätte man vor einem Jahre im deutschen Radsport den Namen Albert Richter genannt, hätte jedermann gefragt: Wer ist Richter? Heute wissen es alle, wer Richter ist. Der Aufstieg des jungen Kölners ist phantastisch. Er übertrifft an Aufstiegsgeschwindigkeit alle seine Vorgänger.“

Im selben Jahr wurde Richter mit dem „Goldenen Band“ des „Verbandes der Sportjournalisten Berlin-Brandenburg“ ausgezeichnet.

### Wechsel vom Amateur zum Profi
Von den Erfolgen ermutigt und um seine Familie unterstützen zu können, wechselte Richter zu den Profis. Weitere glänzende Siege bewogen seinen jüdischen Trainer und Manager Ernst Berliner, ihn nach Paris zu schicken, in das Zentrum des Bahnradsports, um gegen die Besten anzutreten. Der junge Mann hatte zwar anfangs Heimweh, hielt sich jedoch später gerne in dieser Metropole auf, nachdem er die französische Sprache gelernt hatte. In der dortigen Presse wurde Richter, der auch 1935 und 1938 das französische Sprint-Turnier Grand Prix de l’UVF gewann, der „Deutsche Achtzylinder“ genannt. Viele Male startete Richter im Vélodrome d’Hiver (dort wurden 1942 rund 13.000 Juden vor ihrem Transport in Konzentrationslager von den Deutschen unter unsäglichen Bedingungen interniert). Den Grand Prix de la République gewann er 1934 und 1937, den Großen Preis von Berlin 1939.
Richter lebte aus mehreren Gründen überwiegend im Ausland: In Deutschland gab es für Flieger (damalige Bezeichnung für Sprinter) nur noch sehr wenige Veranstaltungen, da das Interesse des dortigen Publikums vor allem den Steher- und Sechstagerennen galt und selbst diese ab 1934 nicht mehr durchgeführt wurden. Auch fehlte es Richter an ebenbürtiger Konkurrenz. Er schloss sich einer internationalen „Sprinter-Wandertruppe“ an, in der viele Fahrer untereinander befreundet waren und oft ihre Freizeit gemeinsam verbrachten. Auf der Bahn zählte sportlicher Ehrgeiz, ansonsten aber galt die Truppe als „lustiger und leichtlebiger Haufen“.
Zusammen mit dem Belgier Jef Scherens und dem Franzosen Louis Gérardin, mit denen Richter eine enge Freundschaft verband, waren sie als die „drei Musketiere“ bekannt. Bei der Weltmeisterschaft 1934 in Leipzig holte sich Scherens vor Richter und Gérardin den Titel – eine schmerzhafte Niederlage für den Kölner. Augenzeugen berichten, dass Richter bei der Siegerehrung zur Deutschen Meisterschaft im gleichen Jahr in Hannover den „Deutschen Gruß“ unterließ.
Sein Schweizer Sprinterkollege Sepp Dinkelkamp schrieb nach dem Krieg den Eltern Richters: „Gerne bestätige ich Ihnen, dass Albert ein Antinazi war. Schon lange Zeit vor dem Kriege sah er das Treiben und die Machenschaften dieser Verbrecherbande, so nannte Albert die Nazis … Hätte er mit den Nazis mitgemacht, wäre es für ihn von großem Vorteil gewesen. Albert wählte den anderen Weg.“

### Unter Beobachtung
Obwohl Ernst Berliner in die Niederlande emigrieren musste, um den Nationalsozialisten zu entgehen, blieb er weiterhin Richters Manager, der zum Verdruss der politischen Führung auf internationalen Veranstaltungen im Trikot mit dem Reichsadler auf der Brust antrat statt mit dem Hakenkreuz. Mehrfache Versuche der Gestapo, Richter als Spitzel anzuwerben, blieben erfolglos. Der Sportler wurde aber auch wegen Gagenschmuggels beobachtet: Der Großteil damaliger Profigagen hätte, bis auf ein geringes Entgelt für den Eigenbedarf, abgegeben werden müssen.
Bei Ausbruch des Zweiten Weltkrieges ging Richter zwar nach Deutschland zurück, trug sich aber mit dem Gedanken auszuwandern: „Bei Kriegsausbruch 1939 ist seine Aussage verbürgt, dass er am liebsten nach Frankreich auswandern wolle, weil er nicht auf seine ‚Brüder‘ dort schießen wolle.“ Auch die Schweiz wurde als neue Heimat in Erwägung gezogen. Am 9. Dezember 1939 gewann er sein letztes Rennen, den „Großen Preis von Berlin“.

### Tod
Am 31. Dezember 1939 verließ Richter seine Heimatstadt Köln mit dem Zug in Richtung Schweiz. Neben seinen Koffern hatte er sein Rad dabei, in dessen Reifen 12.700 Reichsmark versteckt waren, die dem im Ausland lebenden Kölner Juden Alfred Schweizer gehörten. Richter hatte ihm schon geraume Zeit zuvor versprochen, dieses Geld zu schmuggeln, obwohl sein Manager ihn davor gewarnt hatte.
In Weil am Rhein wurden die Reisenden kontrolliert. Zwei holländische Fahrerkollegen, Cor Wals und Kees Pellenaars, die zufällig Augenzeugen wurden, berichteten später, wie die Kontrolleure Richters Gepäck gezielt durchsuchten und schnell in Richters Reifen fündig wurden. Es wird vermutet, dass deutsche Kollegen wie Werner Miethe oder Peter Steffes dieses Versteck an die Gestapo verraten hatten. Noch am selben Abend wurde Richter in das Gerichtsgefängnis von Lörrach verbracht. Als sein Bruder ihn später dort besuchen wollte, lag Richters Leiche im Totenkeller des Krankenhauses, blutverschmiert und mit Löchern in der Kleidung.
In der ersten offiziellen Presseversion über Richters Tod war von einem Skiunfall die Rede, was im Ausland zunächst geglaubt und weiter verbreitet wurde. So berichtete etwa der Pester Lloyd am 6. Januar 1940: „Albert Richter, der mehrfache deutsche Amateur-Flyermeister im Radfahren, ist im 27. Lebensjahre bei einem Skilauf verunglückt und im Spital den Verletzungen erlegen.“ Nur einen Tag später meldeten die NSDAP-Zeitungen  Volksstimme sowie Völkischer Beobachter mehrdeutig, dass Richter „plötzlich aus dem Leben geschieden“ sei.
Später berichteten die beiden holländischen Augenzeugen von Richters Verhaftung wegen Devisenschmuggels. Danach wurde „auf der Flucht erschossen“ als Todesursache angegeben. Anschließend erschien eine weitere Meldung in der Zeitung des Deutschen Radfahrer-Verbandes (DRV), in der von Selbstmord die Rede war. Sie schloss mit den Worten: „Sein Name ist für alle Zeiten in unseren Reihen gelöscht.“ Der Radsportjournalist Fredy Budzinski berichtete nach 1945, dass er im Januar 1940 auf Befehl des Reichsradsportführers Viktor Brack diese ihm vorgegebene Pressemeldung über Richters Tod veröffentlichen musste.
Albert Richter wurde in Köln auf dem Alten Ehrenfelder Friedhof, der heute zum Melaten-Friedhof gehört, unter großer Anteilnahme der Bevölkerung beigesetzt.

## Größte Erfolge
- 1932: Sieger des „Grand Prix de Paris“, Flieger, Amateure
- 1932: Weltmeister als Amateur-Flieger (Sprinter)
- 1933–1939: Deutscher Meister der Flieger, Profis
- 1934 und 1935: Vizeweltmeister, insgesamt fünf Mal dritter
- 1934: Grand Prix de l’UCI
- 1936: Sieger Großer Preis der Nationen
- 1934 und 1938: Sieger des „Grand Prix de Paris“, Flieger, Profis
- 9. Dezember 1939: „Großer Preis von Berlin“.

## Anerkennung postum

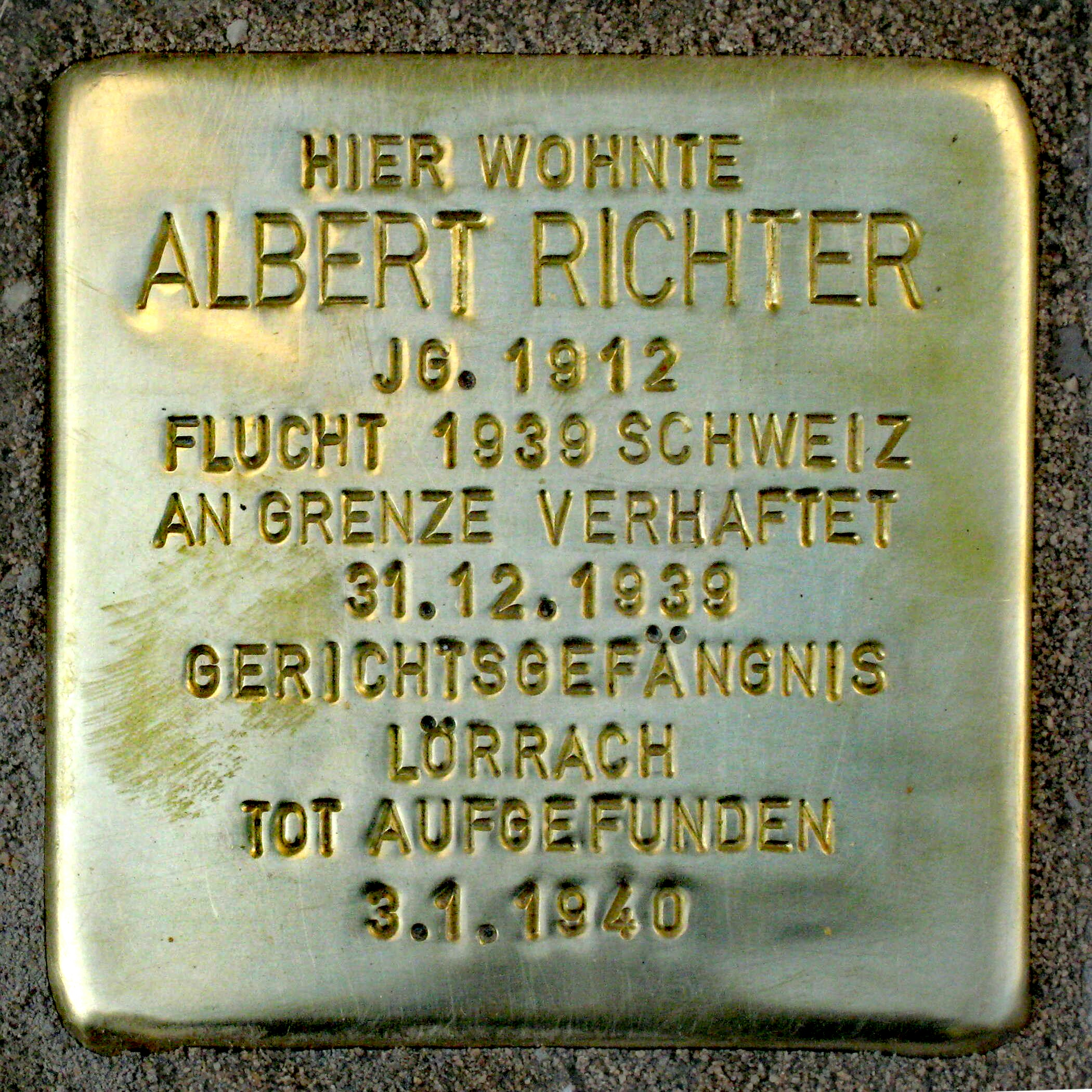
Stolperstein für Albert Richter nahe seinem Wohnhaus in Köln. Entwurf: Gunter Demnig

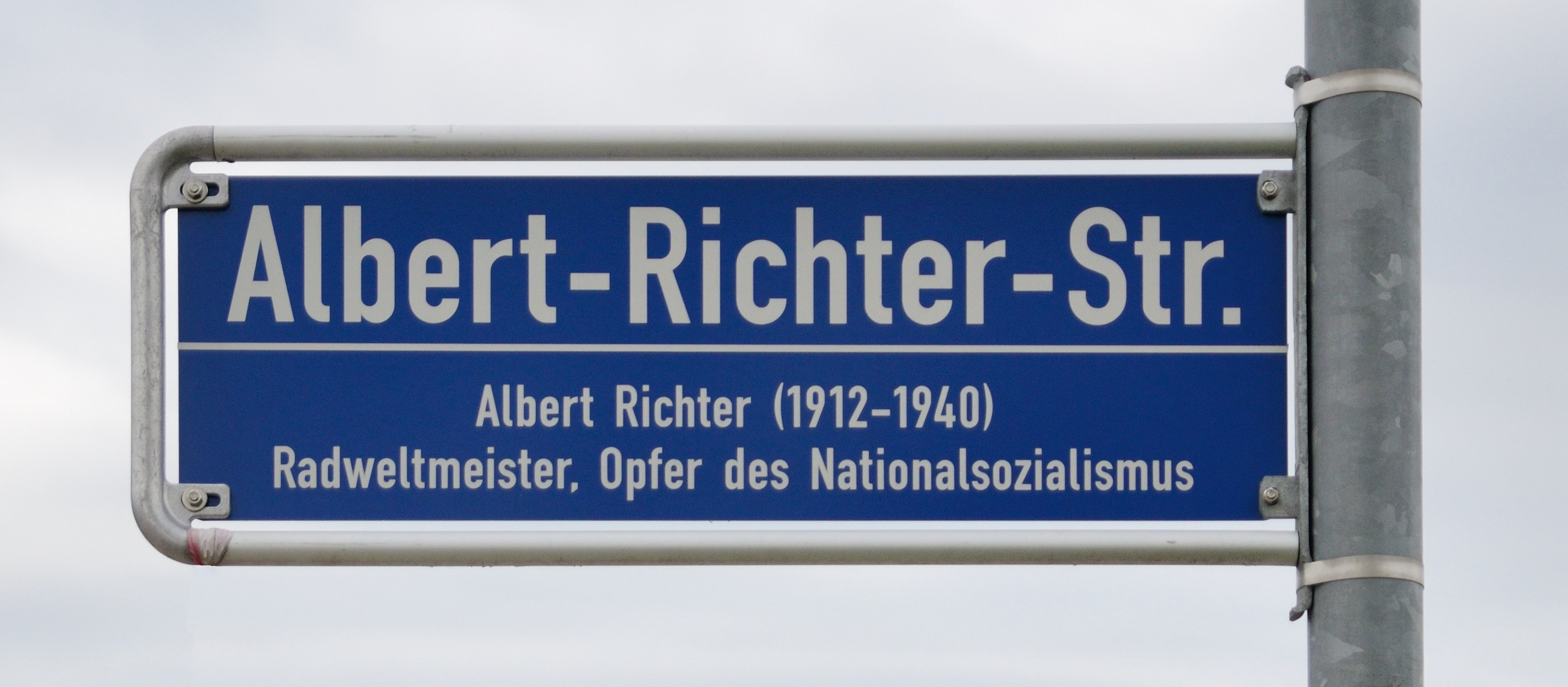
Albert-Richter-Straße in Lörrach

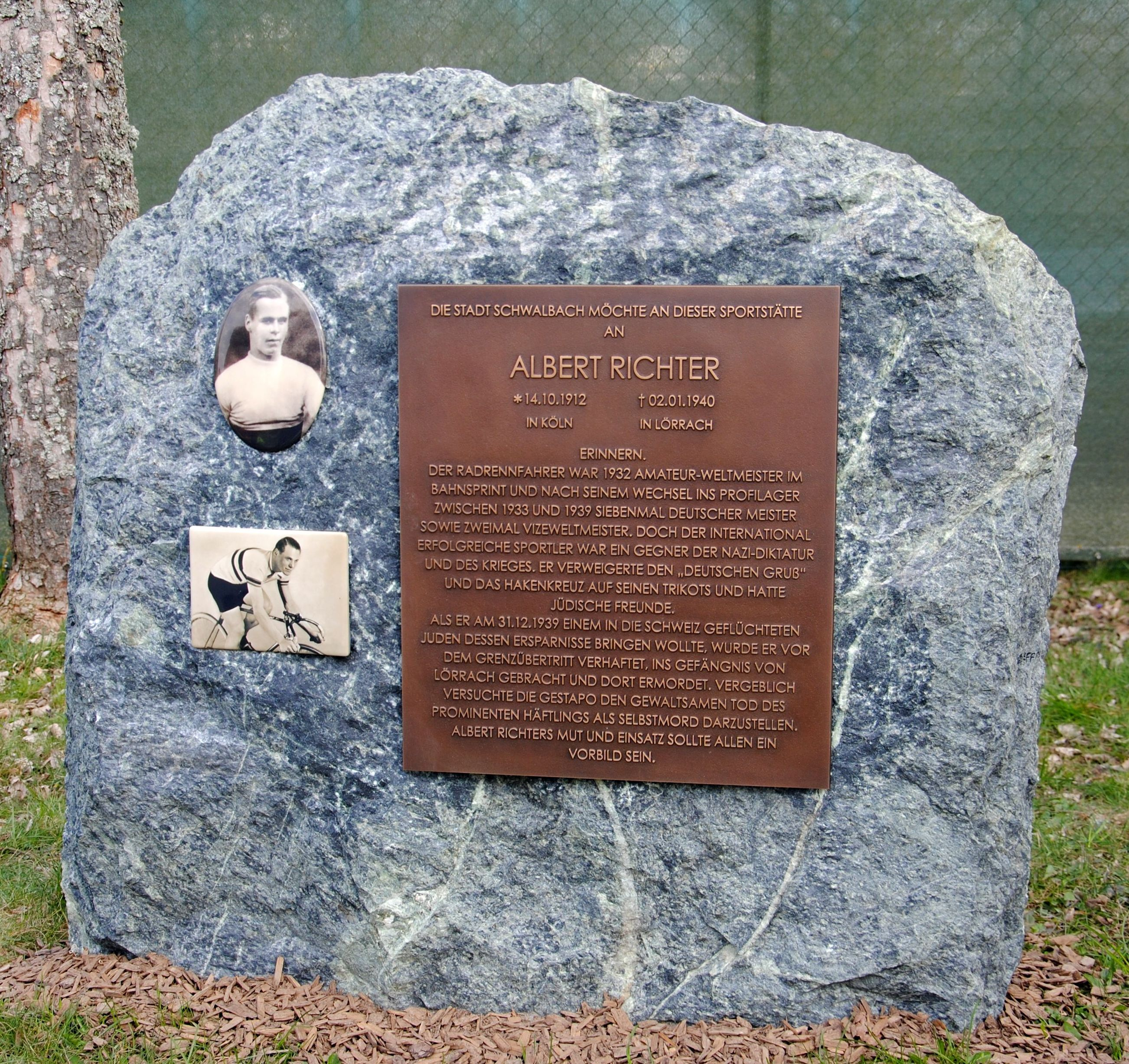
Gedenkstein für Albert Richter in Schwalbach am Taunus (2021)

Ernst Berliner, der viele Verwandte in Konzentrationslagern verloren hatte, versuchte nach dem Krieg herauszufinden, was Anfang Januar 1940 geschehen war. Vor allem interessierte ihn, wie das Geld in den Reifen gefunden werden konnte und ob jemand Richter verraten habe. Berliners 1966 erstattete Strafanzeige wegen Mordverdachts hatte Ermittlungen der Staatsanwaltschaft zur Folge, die aber, trotz widersprüchlicher Aussagen und vieler Ungereimtheiten, bereits 1967 wieder eingestellt wurden.
Im Juli 1947 fand auf der Rennbahn in Köln-Riehl ein Rennen in Gedenken an Albert Richter statt. Danach hatte die Drohung des DRV, Richters Nennung nach dessen angeblichem Selbstmord für immer aus den eigenen Annalen gelöscht zu halten, lange Zeit Bestand. Richter wurde lange Zeit weder als NS-Opfer anerkannt noch in irgendeiner Form rehabilitiert.
In den 1950er Jahren besuchte Richters belgischer Konkurrent und Freund Jef Scherens Richters Eltern in Köln und ließ am Grabstein von Richter – wie in Belgien Brauch – ein Porträtmedaillon anbringen.
In der DDR hingegen erschienen 1965 zwei Sondermarken-Fünferserien über Sportler, die unter der NS-Diktatur umgekommen waren, und darunter war eine Marke mit dem – allerdings untypischen – Porträt Richters. Zudem gab es zwei Sportanlagen, die nach ihm benannt wurden (Albert-Richter-Kampfbahn in Halle (Saale) und Schwerin), eine Betriebssportgruppe in Halle sowie ein Kinderheim, das sich in Zeesen in der ehemaligen Villa von Gustaf Gründgens befand. Außerdem war sein Schicksal Thema in einem Kinder- sowie einem Jugendbuch.
In Westdeutschland begaben sich erst Ende der 1980er Jahre die Hamburger Filmemacher Raimund Weber und Tillmann Scholl auf die Spurensuche (Dokumentarfilm: Auf der Suche nach Albert Richter – Radrennfahrer 90 Min., 16 mm, Farbe, Sturmvogel-Filmproduktion Hamburg im Auftrag des NDR, Erstsendung: 23. Dezember 1989 NDR3).
1996 wurde sein Grab auf dem Ehrenfelder Friedhof (Parzelle E8) städtisches Ehrengrab. Die neuerrichtete Radrennbahn in Köln-Müngersdorf erhielt den Namen Albert-Richter-Bahn, zudem wurde dort im September 1997 eine Gedenktafel angebracht. Der Bund Deutscher Radfahrer schrieb einen Nachwuchswettbewerb als Albert-Richter-Preis aus. 1998 erschien das von Renate Franz verfasste Buch Der vergessene Weltmeister.
2005 drehte die französische Filmproduktion Gédéon Programmes einen 52-minütigen Dokumentarfilm über das Schicksal des frankophilen Sportlers, der vor allem den persönlichen und sportlichen Werdegang vor dem Hintergrund des erstarkenden Nationalsozialismus nachzeichnet. Übersetzung des Titels: Albert Richter, der Champion, der Nein sagte.
An der ehemaligen Rheinlandhalle in Köln-Ehrenfeld, in der ab 1928 die Kölner Sechstage- und andere Radrennen veranstaltet wurden und wo Richter seine ersten Rennen fuhr, wurde eine Gedenktafel für ihn angebracht. Im Mai 2008 wurde Albert Richter in die „Hall of Fame des deutschen Sports“ der Stiftung Deutsche Sporthilfe aufgenommen. Am 17. Januar 2009 wurde in der Sömmeringstraße in Köln-Ehrenfeld von Gunter Demnig ein Stolperstein für Richter verlegt, und zwar vor dem Haus Nr. 70; das Haus Nr. 72, in dem er aufgewachsen war, existiert nicht mehr.
In Lörrach, dem Ort, in dem Albert Richter zu Tode kam, wurde 2010 eine Straße (Lage) nach ihm benannt.
Im Oktober 2018 wurde der Film Tigersprung von Boaz Kaizman, Peter Rosenthal und Marcus Seibert über Richters Manager Ernst Berliner mit der Goldenen Kurbel des International Cycling Film Festivals in Herne ausgezeichnet. Zudem wurde bei diesem Festival erstmals der Preis Souvenir Albert Richter an den besten Radsportfilm vergeben.
Am 2. Januar 2020 wurde in Köln-Ehrenfeld bei einer Veranstaltung mit 140 Menschen des 80. Jahrestages seiner Ermordung gedacht. In Schwalbach am Taunus wurde im Januar 2020 ein Weg nach ihm benannt, wo am 3. April 2022 ein Gedenkstein für ihn enthüllt wurde. Im Januar 2021 wandte sich eine Kölner Initiative aus Radsportlern und Lokalpolitikern mit der Forderung einer doppelten Würdigung von Albert Richter und Ernst Berliner an die Öffentlichkeit: Der Platz vor dem Kölner Radstadion solle nach Ernst Berliner und das Radstadion nach Albert Richter benannt werden. Am 9. November 2021 entschied der Rat der Stadt Köln nahezu einstimmig, diesen Anträgen zu folgen.

## Filme
- Raimund Weber, Tillmann Scholl: Auf der Suche nach Albert Richter – Radrennfahrer. NDR 1989, 1990 ausgezeichnet mit dem Goldenen Gong.
- Michel Viotte: Albert Richter, le champion qui a dit non. Arte/GEDEON Programmes, 2005.
- Boaz Kaizman: Tigersprung. Kinoproduktion, 2018.